# Sinoboletus duplicatoporus
Sinoboletus duplicatoporus är en svampart som beskrevs av M. Zang 1992. Sinoboletus duplicatoporus ingår i släktet Sinoboletus och familjen Boletaceae.   Inga underarter finns listade i Catalogue of Life.